# Chuyến thăm Trung Quốc của Richard Nixon
Chuyến thăm Trung Quốc của Tổng thống Mỹ Richard Nixon năm 1972 là 1 sự kiện quan trọng trong lịch sử ngành Ngoại giao hiện đại. Chuyến thăm lịch sử đánh dấu sự thay đổi cục diện thế giới, biến "cái bắt tay lịch sử giữa lãnh đạo hai nước bên kia Thái Bình Dương" thành hiện thực và đánh dấu sự khởi đầu cho một kỉ nguyên mới. Chuyến thăm của Tổng thống Nixon kéo dài trong bảy ngày tại ba thành phố khác nhau của Trung Quốc, đây là lần đầu tiên trong lịch sử một tổng thống Mỹ đến thăm Trung Quốc. Sự kiện này đã chấm dứt 25 năm liên tiếp không có liên lạc ngoại giao giữa hai nước và là bước quan trọng tiến trình bình thường hóa quan hệ giữa Mỹ và Trung Quốc.

## Quan hệ Ngoại giao Mỹ-Trung từ 1949 đến 1972

Mao Trạch Đông đọc tuyên bố thành lập nước Cộng hòa Nhân dân Trung Hoa tại quảng trường Thiên An Môn năm 1949

Trong nửa đầu thế kỷ XX, các nhà hoạch định chính sách Mỹ, từ Tổng thống Theodore Roosevelt trở đi, đều ủng hộ sự xuất hiện của một nước Trung Quốc hùng mạnh và thịnh vượng vì người Mỹ hy vọng rằng Trung Quốc sẽ thân thiện với Mỹ. Người Mỹ cũng đã từng giúp đỡ các nhóm Trung Hoa kháng Nhật (cả Cộng sản lẫn Quốc Dân Đảng) trong Chiến tranh thế giới thứ hai.
Sau Thế chiến, người Mỹ tiếp tục ủng hộ cho Tưởng Giới Thạch và Quốc Dân Đảng kiểm soát Trung Hoa hơn là lực lượng Cộng sản, do Mao Trạch Đông lãnh đạo, vốn gắn bó nhiều hơn với Liên Xô. Phản ứng trước hành động này của Mỹ, ngay từ tháng 6 năm 1946, Mao đã cho thực hiện chiến dịch bài Mỹ trong những vùng mà ông ta kiểm soát, dù trước đó, quan hệ giữa Mỹ và những người Cộng sản Trung Quốc khá là hữu hảo trong cuộc chiến đấu chống lại kẻ thù chung là Nhật Bản.
Sau chiến thắng của những người Cộng sản Trung Quốc trên toàn bộ Hoa lục năm 1949, nước Cộng hòa Nhân dân Trung Hoa (PRC) được thành lập ngày 1 tháng 10 năm 1949. Thống chế Tưởng Giới Thạch và chính phủ Trung Hoa Dân Quốc của ông ta chỉ còn giữ lại được hòn đảo Đài Loan nhỏ bé và một số vùng phụ cận. Tuy nhiên, người Mỹ vẫn tiếp tục công nhận Trung Hoa Dân Quốc là chính phủ hợp pháp của Trung Quốc, còn Mao và những cộng sự của ông không ngừng lên án chủ nghĩa đế quốc Mỹ và từ chối thảo luận bất cứ vấn đề gì ngoại trừ việc Mỹ chấm dứt viện trợ cho Tưởng và thôi bảo vệ Đài Loan. Tất cả người Mỹ có mặt tại Trung Quốc nhất loạt đều bị Mao trục xuất, kể cả các nhân viên ngoại giao.
Mâu thuẫn này càng bùng nổ hơn khi vào năm 1950, khi các lực lượng đồng minh do Mỹ lãnh đạo, mang danh nghĩa của Liên Hợp Quốc, trong Chiến tranh Triều Tiên, bị quyến rũ bởi sự thành công và viễn cảnh thống nhất Triều Tiên dưới tay chính phủ Nam Hàn do Lý Thừa Vãn đứng đầu, đã đẩy lùi quân đội của Cộng hòa Dân chủ Nhân dân Triều Tiên, do Kim Nhật Thành chỉ huy, sát đến sông Áp Lục. Lo ngại trước khả năng bị mở rộng chiến tranh vào đất Trung Hoa, ngày 8 tháng 10 năm 1950, một ngày sau khi quân Liên Hợp Quốc vượt vĩ tuyến 38, Mao đã ra lệnh thành lập lực lượng Chí nguyện quân Kháng Mỹ viện Triều, hỗ trợ cho Triều Tiên, trực tiếp đối đầu với lực lượng Liên Hợp Quốc.
Đến lúc này, quan hệ ngoại giao giữa 2 chính phủ hoàn toàn chấm dứt. Mâu thuẫn càng tăng cao khi Mỹ kết tội quân đội Mao đã sát hại nhiều tù binh Mỹ kể cả khi họ đã đầu hàng. Về phần mình, con trai của Mao, Mao Ngạn Anh cũng bị tử trận ở Triều Tiên.
Sau Chiến tranh Triều Tiên, ở Mỹ, sự thù địch của Trung Quốc kèm theo làn sóng chống Cộng trong nước gia tăng bởi Chiến tranh lạnh, ngoài ra sự vận động của Thống chế Tưởng lên những bạn bè người Mỹ của ông, tất cả đã ngăn không cho các nhà hoạch định chính sách trong những năm 1950 và 1960 tiếp cận Bắc Kinh. Washington đã dùng ảnh hưởng của mình để Cộng hòa Nhân dân Trung Hoa không được vào Liên Hợp Quốc, ngay cả khi Tổng thống Dwight Esenhower thừa nhận rằng cô lập Trung Quốc là một sai lầm. Ghế của Trung Hoa Dân Quốc tại Hội đồng bảo an, tất nhiên vẫn được giữ nguyên.
Tuy nhiên, giữa những năm 1960, nhận thức được sự chia rẽ Xô-Trung và cường độ chống Cộng giảm do tan vỡ ảo tưởng về cuộc chiến tranh ở Việt Nam, dư luận Mỹ về quan hệ với Trung Quốc đã thay đổi. Các nhà lãnh đạo quan trọng của chính phủ và giới học thuật lập luận ủng hộ cái mà họ cho là một chính sách thực tế hơn nếu chấp nhận chế độ Bắc Kinh là chính phủ hợp pháp của Trung Quốc và tìm cách hợp tác với chính phủ đó. Họ nói về chính sách "ngăn chặn mà không cô lập". Tuy nhiên, chính phủ của Tổng thống Lyndon Johnson đã bị sa lầy ở Việt Nam và người Trung Quốc thì bị cuốn theo cuộc Đại Cách mạng Văn hóa Vô sản. Vì vậy không có mối quan hệ mới nào được xác lập.

## Rạn nứt Trung-Xô, Bắc Kinh xích lại nước Mỹ
Một trong những nguyên nhân quan trọng nhất khiến Trung Hoa xích lại gần Hoa Kỳ là do những nguy cơ đe dọa từ Liên bang Xô viết láng giềng. Mâu thuẫn về quyền lãnh đạo phong trào Cộng sản Quốc tế giữa 2 đảng Cộng sản đã âm ỉ từ trước đó nhiều năm, dần bùng lên dẫn đến xung đột vũ trang. Lúc 8 giờ sáng ngày 13 tháng 8 năm 1969, lực lượng tuần tra biên phòng Trung Hoa gồm 37 người do 1 sĩ quan là Dương Chính Lâm chỉ huy, bị lực lượng Liên Xô có 6 xe tăng yểm trợ phục kích và hạ sát toàn bộ. Trong khi chính phủ Mao đang gởi công hàm phản đối tới Đại sứ quán Liên Xô tại Bắc Kinh thì chính phủ Liên Xô cũng gởi 1 công hàm ngược lại nói rằng "các lực lượng vũ trang Trung Quốc ở Tân Cương đã vượt biên giới sang "khiêu khích quân sự" và đã bị Hồng quân đánh lui". Mâu thuẫn ngày càng dân cao đến mức ngày 15 tháng 8, nhà lãnh đạo Liên Xô Leonid Brezhnev đã thông báo cho phía Mỹ biết về quyết định Liên Xô chuẩn bị đánh đòn hạt nhân phủ đầu Bắc Kinh. Tuy nhiên, vì nhiều lý do, quyết định này cuối cùng đã không được thực hiện. Nguy cơ chiến tranh đã được loại trừ, nhưng mâu thuẫn giữa 2 quốc gia Cộng sản là không thể hàn gắn được nữa.

## "Ngoại giao Bóng bàn"
Tháng 4 năm 1971, Đội tuyển Bóng bàn Trung Quốc tham gia thi đấu tại Giải Vô địch Bóng bàn Thế giới lần thứ 31 được tổ chức tại Nhật. Trước khi đi, dù đã được thủ tướng Chu Ân Lai chỉ thị "Hữu nghị đầu tiên, sau đó là thi đấu", nhưng theo quan điểm thù địch bấy giờ, đoàn đã được chỉ thị: "Không bắt tay, kéo tay vận động viên đội Mỹ; không chủ động nói chuyện với người Mỹ; ở nơi thi đấu không trao đổi quốc kỳ với đội Mỹ". Trong một dịp tình cờ, một vận động viên Mỹ là Glenn Cowan lên nhầm xe và được một vận động viên Trung Quốc là Trang Tác Đống tiếp đón thân mật. Trong dịp này Cowan đã ngỏ lời muốn sang Trung Quốc để thi đấu. Sự việc Trang Tác Đống tiếp xúc với Cowan lập tức được trưởng đoàn là Triệu Chính Hồng báo cáo về Bắc Kinh. Nhận định đây là một cơ hội mở cửa lại cho quan hệ 2 nước, ngày 7 tháng 4 năm 1971, Mao đã chỉ thị cho Triệu Chính Hồng nhân danh đội tuyển Trung Quốc chính thức phát đi lời mời Đội tuyển Bóng bàn Mỹ sang thăm Cộng hòa Nhân dân Trung Hoa với toàn bộ chi phí được đài thọ.
Ngày 10 tháng 4 năm 1971, 9 tuyển thủ Bóng bàn Mỹ cùng bốn quan chức và hai người vợ và 10 nhà báo đi tháp tùng đã từ Hồng Kông tiến vào Trung Quốc đại lục, mở ra thời đại "Ngoại giao Bóng bàn". Chuyến đi kéo dài 8 ngày này thể hiện mong muốn chung là giảm bớt căng thẳng trước đó giữa Washington và Bắc Kinh.
Từ ngày 11 đến ngày 17 tháng 4, đội tuyển Mỹ đã thi đấu nhiều trận giao hữu, thăm Vạn Lý Trường Thành và Di Hòa Viên tại Bắc Kinh, gặp gỡ với sinh viên và công nhân Trung Quốc, và tham dự các sự kiện xã hội ở các thành phố lớn của Trung Quốc.
Trong bữa tiệc chiêu đãi đoàn khách Mỹ đang ở thăm tại Đại lễ đường Nhân dân ở Bắc Kinh ngày 14 tháng 4, Thủ tướng Chu Ân Lai nói: 
Quý vị đã mở ra một chương mới trong quan hệ giữa nhân dân Mỹ và Trung Quốc. Tôi tin tưởng rằng bước khởi đầu mối quan hệ hữu nghị này chắc chắn sẽ nhận được sự ủng hộ của đa số nhân dân hai nước chúng ta.
Để đáp lại tín hiệu đó, cùng ngày, Chính phủ Mỹ cũng đã dỡ bỏ lệnh cấm vận thương mại kéo dài 20 năm chống Trung Hoa Cộng sản của Mao Trạch Đông. Một năm sau các tay vợt Trung Quốc cũng đã sang thăm Mỹ, chơi hàng loạt trận đấu giao hữu thể hiện "tình hữu nghị là trên hết".
Thực ra, Mỹ và Trung Quốc đã lặng lẽ tiến hành các cuộc đàm phán bí mật để cải thiện quan hệ giữa 2 nước, vì hai bên đều muốn cải thiện quan hệ trong bối cảnh Liên Xô có thái độ hiếu chiến. Năm 1971 Cố vấn An ninh Quốc gia của Mỹ là Henry Kissinger đã hai lần bí mật viếng thăm Trung Quốc để lập lại mối quan hệ hữu nghị và mùa hè năm đó, sau thiện chí được xây dựng nhờ ngoại giao bóng bàn, Tổng thống Richard M. Nixon cũng tuyên bố rằng ông sẽ tới thăm Trung Quốc năm sau để tiến hành các cuộc đàm phán chính thức nhằm bình thường hóa quan hệ giữa hai nước.

## Vận động ngoại giao của Hoa Kỳ

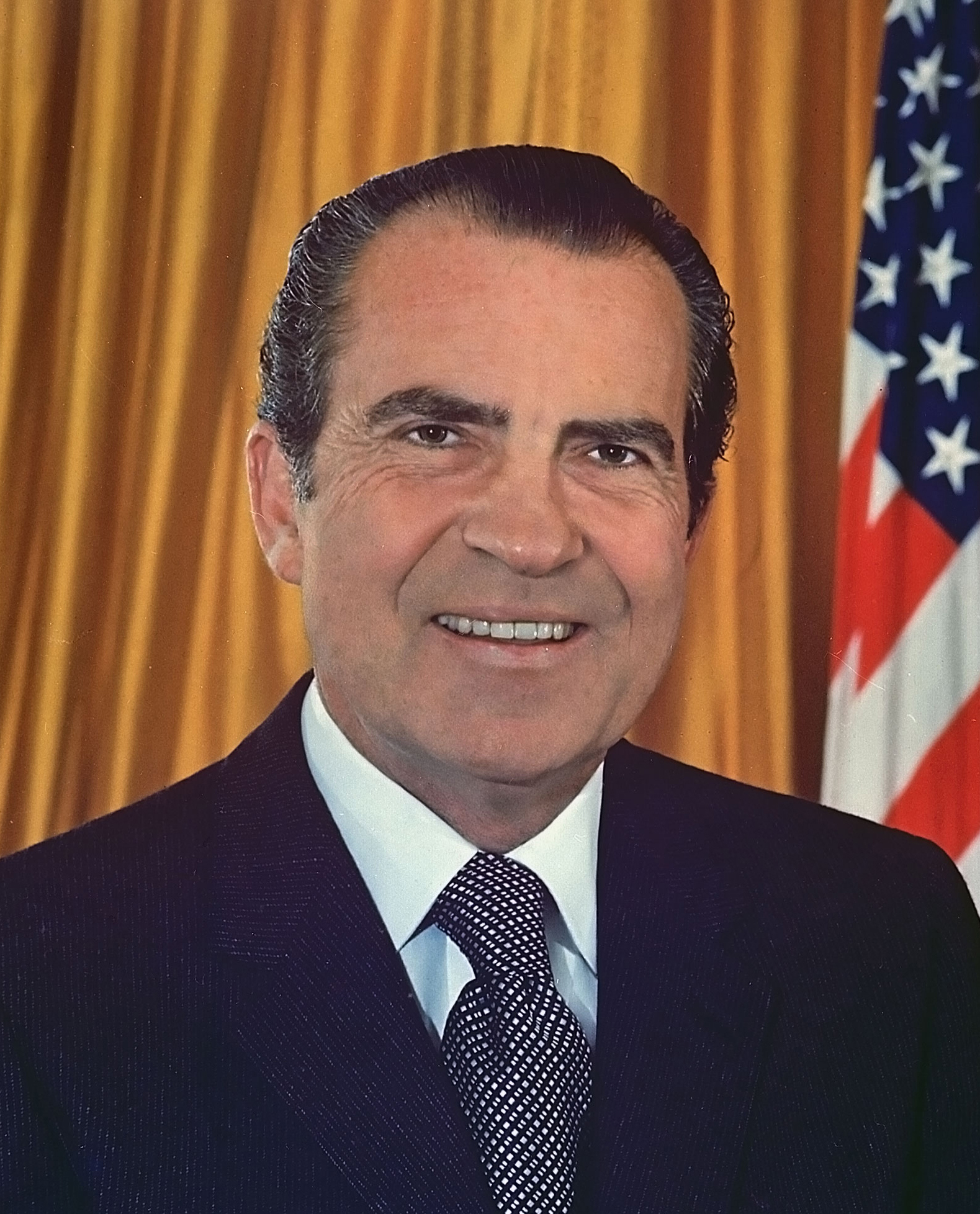
Tổng thống Hoa Kỳ Richard Nixon

Khi Richard Nixon trở thành Tổng thống của Hợp chúng quốc Hoa Kỳ, ông đã công khai và chính thức giữ 1 thái độ mập mờ đối với Trung Hoa. Ông đã tuyên bố trước khi ra tranh cử:
Có những mạo hiểm, vâng, nhưng những mạo hiểm của chờ đợi còn lớn hơn nhiều…nếu Nam Việt Nam mất, Đông Nam Á mất và Thái Bình Dương trở thành Biển đỏ (của Trung Quốc Cộng sản) thì chúng ta có thể đương đầu với 1 cuộc Thế chiến, ở đó những điều rắc rối chống lại chúng ta sẽ lớn hơn nhiều…

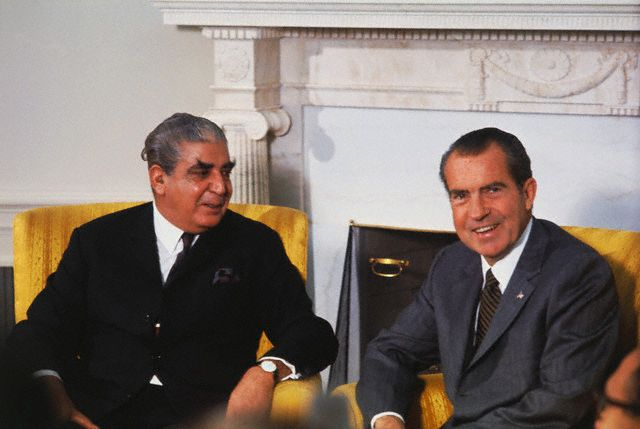
Nhà lãnh đạo Pakistan Yahya Khan và Tổng thống Richard Nixon

Trong phát biểu nhậm chức, Tổng thống Nixon cho biết:
Hãy để cho tất cả các nước biết rằng…các đường liên lạc của chúng ta sẽ rộng mở. Chúng ta tìm kiếm 1 Thế giới rộng mở, rộng mở cho cho các suy nghĩ, rộng mở cho sự trao đổi hàng hóa và con người, một Thế giới trong đó không có dân tộc nào, lớn hoặc nhỏ, sẽ phải sống trong sự cô lập giận dữ
Ngày 26-6 năm 1969, Tổng thống Mỹ quyết định thay đổi một vài điều kiểm soát mậu dịch đối với nước Trung Hoa của Mao Trạch Đông. Ngay sau đó, ông cũng đề nghị Tổng thống Pakistan Yahya Khan và lãnh tụ România Nicolae Ceaușescu chuyển cho Cộng hòa Nhân dân Trung Hoa biết ý muốn nối lại Ngoại giao của mình.
Thủ tướng Trung Quốc Chu Ân Lai cũng đã phấn đấu để đạt mục tiêu tương tự. Ông đã mời đội tuyển bóng bàn Mỹ tới thăm Trung Quốc và liên lạc thông qua lãnh đạo của Pakistan. Dần dần ông đã thuyết phục được Mao Trạch Đông đa nghi thấy rằng Hoa Kỳ không còn là mối đe dọa đối với Trung Quốc và có thể có ích cho Bắc Kinh trong nỗ lực chống lại áp lực từ Liên Xô.
Trong Thông điệp Liên bang trước Quốc hội tháng 2/1971, Tổng thống Nixon đã nói về sự cần thiết phải thiết lập đối thoại với Cộng hòa Nhân dân Trung Hoa. Ông kêu gọi dành cho chính phủ Bắc Kinh một vị trí tại Liên Hợp Quốc mà không phải hy sinh vị trí của Trung Hoa Dân Quốc ở Đài Loan. Cả Mao Trạch Đông lẫn Tưởng Giới Thạch đều khẳng định chỉ có thể có một nước Trung Quốc và sẽ chống lại nỗ lực của Mỹ muốn có hai nước Trung Quốc, một trong đại lục và một ở Đài Loan. Trước kia, việc Mỹ công nhận và ủng hộ chế độ của Tưởng là một trở ngại lớn đối với việc lập lại mối quan hệ hữu nghị giữa Mỹ và Trung Quốc của Mao.
Tuy nhiên, tới năm 1971 với nhận thức về giá trị chiến lược của việc cải thiện quan hệ với Bắc Kinh, Nixon và cố vấn An ninh Quốc gia của ông là Henry Kissinger đã sẵn sàng đáp ứng Mao một nửa trên vấn đề này, vì tìm kiếm một đối tác trong cuộc đấu tranh chống Liên Xô còn quan trọng hơn nhiều. Nixon và Mao Trạch Đông nóng lòng muốn lợi dụng lẫn nhau và nhất trí với một phương thức thỏa hiệp "một Trung Quốc nhưng không phải bây giờ".
Ngày 20/1/1970 Đại sứ Hoa Kỳ tại Warsaw (Ba Lan) gặp gỡ đại biện phía Trung Quốc là Lôi Dương. Sau đó, Lôi Dương chính thức chấp thuận đề nghị của Tổng thống Nixon cử 1 phái viên sang Bắc Kinh. Thủ tướng Trung Hoa Chu Ân Lai cũng gởi lại thông điệp cho phía Mỹ thông qua Tổng thống Pakistan Yahya Khan. Chu cũng cho rằng "một cuộc chiến tranh giữa Trung Quốc và Mỹ là 1 điều rất xa xôi". Nhà Trắng sau đó đã tiếp tục nới rộng thêm các hạn chế về đi lại và mậu dịch.
Do Chiến dịch Campuchia năm 1970 mà quan hệ giữa 2 nước đột nhiên trở xấu. Phía Bắc Kinh bỏ các cuộc hội đàm ở Warsaw và cắt đứt Ngoại giao với Washington. Đài phát thanh Bắc Kinh ra tuyên bố tố cáo Washington về 1 sự khiêu khích ở Đông Nam Á và Mao phát ra 1 thông điệp lấy tên là "nhân dân Thế giới, đoàn kết và đánh bại bọn xâm lược Mỹ và tất cả lũ chó săn của chúng".
Ngày 5 tháng 10/1970, Tổng thống Nixon tuyên bố trên báo Times rằng:
Nếu có điều gì đó tôi muốn làm trước khi chết, đó là đi Trung Quốc. Nếu tôi không đi được tôi muốn các con tôi đi.

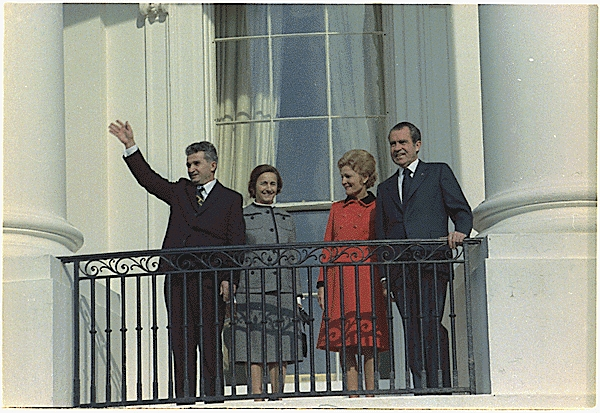
Nicolae Ceaucescu và Tổng thống Nixon tại Nhà Trắng năm 1973

Ba tuần sau tuyên bố đó, trong lễ kỷ niêm 25 năm ngày thành lập Liên Hợp Quốc, Tổng thống Mỹ đề nghị ông Yahya Khan-Tổng thống Pakistan tiếp xúc lại với chính quyền Mao. Song song đó, ngày 26/10, tại cuộc chiêu đãi nhà độc tài Romania Nicolae Ceaucescu, Nixon cũng chúc mừng nước Cộng hòa Nhân dân Trung Hoa. Đây là lần đầu tiên 1 vị Tổng thống Mỹ gọi đất nước của Mao bằng cái tên chính thức của nó là Cộng hòa Nhân dân Trung Hoa.
Mặc dù nỗ lực xích lại nước Cộng hòa Nhân dân Trung Hoa nhưng người Mỹ vẫn từ chối việc gia nhập Liên Hợp Quốc của chính quyền Mao. Tuy nhiên, Nixon vẫn để ngỏ khả năng này. Ngày 22 tháng 11/1970, Tổng thống cho vị Cố vấn An ninh Quốc gia của mình là Henry Kissinger biết rằng cần phải nghiên cứu khả năng chấp nhận "Trung Cộng" vào Liên Hợp Quốc...và Nixon tự hỏi làm thế nào mà ông có thể giữ những cam kết với Đài Loan mà không bị những người tán thành thừa nhận "Trung Cộng" gây khó khăn.
Dù thất vọng tại Liên Hợp Quốc, Chu Ân Lai vẫn trả lời bức thông điệp của Yahya Khan. Ngày 9/12/1970, Đại sứ Pakista tại Washington chuyển cho Kissinger câu trả lời của Chu rằng phía Trung Quốc chấp nhận mời 1 phái viên đặc biệt của Tổng thống Nixon tới Bắc Kinh để thảo luận về Đài Loan. Nixon tán thành nhưng ông cũng đề nghị hội đàm cũng nên bao gồm cả những vấn đề khác.
Trong khi đó, Mao Trạch Đông đã nói với 1 ký giả Mỹ là Edgar Snow rằng ông ta sẽ "rất vui sướng nói chuyện với Nixon hoặc là với tư cách 1 nhà du lịch hoặc là với tư cách là Tổng thống". Đại sứ România tại Washington cũng cho biết Chu Ân Lai nói rằng Tổng thống sẽ được hoan nghênh ở Bắc Kinh.
Do chiến tranh Việt Nam ngày càng leo thang mà cụ thể là việc binh sĩ Việt Nam Cộng hòa mở cuộc hành quân vào lực lượng Quân đội Nhân dân Việt Nam ở Nam Lào năm 1971 mà quân đội Trung Quốc ở Hoa Nam báo động và Nhân dân Nhật báo lớn tiếng tố cáo:
Bằng việc mở rộng ngọn lửa chiến tranh đến cửa ngõ Trung Quốc, chủ nghĩa Đế quốc Mỹ đi vào 1 tiến trình gây đe dọa nghiêm trọng cho Trung Quốc...Nixon thực vậy, đã hoàn toàn phơi bày bản chất hung bạo và đã đạt đỉnh cao của sự ngạo mạn
Tuy nhiên, qua sự kiện này Nixon và cố vấn Henry Kissinger nhận thấy một cách đúng đắn rằng, phía Trung Hoa quan tâm tới nhiều vấn đề khác hơn là Chiến tranh Việt Nam. Họ có thể phản đối công khai nhưng các cuộc thảo luận thì vẫn cứ tiếp tục.
Ngày 25 tháng 2/1971, Tổng thống Nixon trình bày trước Quốc hội Hoa Kỳ về báo cáo đối ngoại hàng năm. Trong đó, ông nhắc lại ý muốn cải thiện quan hệ với chính quyền của Mao. Chưa đầy 1 tháng sau, Nhà Trắng chấm dứt tất cả các hạn chế đối với hộ chiếu Mỹ đi Trung Quốc. Kissinger cũng đề nghị 1 cuộc họp cấp Đại sứ nữa ở Warsaw.
Phần còn lại là của Chu Ân Lai. Vào tháng Tư, các quan chức Trung Hoa mời đoàn Bóng bàn Mỹ đang ở Nhật sang thăm Trung Quốc. Tổng thống Nixon sau đó đã thực hiện 1 nhượng bộ to lớn là ra lệnh chấm dứt cấm vận thương mại với Bắc Kinh vốn đã kéo dài 20 năm và tuyên bố rằng ông sẽ đi Trung Quốc.

## Chuyến đi của Henry Kissinger
Ngày 27 tháng 4/1971, Đại sứ Pakistan chuyển cho Henry Kissinger 1 thông điệp của Chu cho biết "Chính phủ Trung Quốc xác nhận lại sự sẵn sàng đón tiếp công khai ở Bắc Kinh 1 phái viên đặc biệt của Tổng thống Mỹ hoặc Ngoại trưởng hoặc thậm chí bản thân Tổng thống Mỹ".

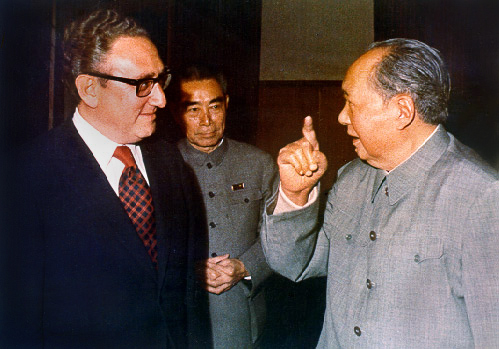
Cố vấn Mỹ-Tiến sĩ Henry Kissinger gặp gỡ các nhà lãnh đạo Trung Quốc Chu Ân Lai và Mao Trạch Đông

Để dọn đường cho chuyến thăm chính thừc của Tổng thống Nixon, Kissinger mau chóng thu xếp 1 chuyến đi tiền trạm bí mật sang Bắc Kinh nhằm chuẩn bị chương trình và trao đổi quan điểm về tất cả các vấn đề 2 bên quan tâm. Ngày 2 tháng 6, Chu Ân Lai chính thức chấp nhận đề xuất của Mỹ và không lâu sau đó, phi cơ chở Kissinger cất cánh ngày 1/7 năm 1971.
Trạm dừng đầu tiên của Kissinger là Nam Việt Nam và sau đó là Ấn Độ trước khi tới Pakistan ngày 8/7. Tại đây, ông cáo bệnh và lui về nơi nghỉ mát của Tổng thống Pakistan Yahya Khan rồi sau đó lại lén chuồn lên phi cơ của Pakistan và bay thẳng đi Bắc Kinh.
Trong hai ngày rưỡi, ông tiến hành các cuộc họp với Chu Ân Lai và các quan chức cao cấp khác của Trung Quốc. Kissinger cho rằng Chu là "một trong hai hay ba người đầy ấn tượng nhất mà tôi đã từng gặp. Lịch sự, kiên nhẫn một cách dứt khoát, thông minh một cách khác thường, tế nhị, ông ta đã tiến hành các cuộc thảo luận với 1 vẻ uyển chuyển, nhẹ nhàng thấm sâu vào thực chất mối quan hệ mới của chúng tôi."
Cuối cùng, 2 bên trao đổi quan điểm về tất cả các vấn đề nổi bật và ấn định cho cuộc họp cấp cao giữa Nixon và bộ đôi Mao-Chu là năm 1972. Khi rời Bắc Kinh, đánh điện về Mỹ ông Kissinger chỉ ghi 1 chữ duy nhất "Eureka".

### Vấn đề Đài Loan
Trước khi Tổng thống Mỹ sang Hoa lục thì có 1 trở ngại lớn cần phải giải quyết là vấn đề đảo Đài Loan. Cộng hòa Nhân dân Trung Hoa lớn tiếng đòi Liên Hợp Quốc phải khai trừ Trung Hoa Dân Quốc và Mỹ phải hủy bỏ các hiệp định Quân sự và Ngoại giao với chính phủ Dân Quốc. Đây là vấn đề khó khăn với Tổng thống Nixon.
Do đó, tuy chỉ thị cho Đại sứ George Bush tại Liên Hợp Quốc kiên quyết giữ ghế của Trung Hoa Dân Quốc nhưng trong hậu trường thì lại khác. Trước khi Đại hội đồng Liên Hợp Quốc bỏ phiếu về vấn đề Trung Quốc, Kissinger và Chu Ân Lai đã thảo xong phần lớn Thông cáo Thượng Hải là thứ mà Nixon và Chu sẽ ký khi 2 bên gặp nhau tại Bắc Kinh. Trong Thông cáo, Cộng hòa Nhân dân Trung Hoa tự tuyên bố mình là Chính phủ hợp pháp duy nhất của Trung Quốc còn người Mỹ chỉ tuyên bố mập mờ:
Mỹ ghi nhận việc tất cả người Trung Hoa ở 2 bên eo biển Đài Loan cho rằng chỉ có 1 Trung Quốc và Đài Loan là một bộ phận của Trung Quốc. Chính phủ Mỹ không thách thức lập trường đó...
Ngày 25 tháng 5, Đại hội đồng họp và như mong đợi của Cộng hòa Nhân dân Trung Hoa là khai trừ Trung Hoa Dân Quốc và công nhận họ gia nhập tổ chức này. Hội nghị cấp cao Trung-Mỹ cũng được chính thức ấn định là ngày 21 tháng 2 tháng 1972.

### Vấn đề Việt Nam
Một vấn đề khác 2 bên cần bàn thảo là về cuộc chiến tại Việt Nam. Washington hy vọng giành được sự giúp đỡ của Cộng hòa Nhân dân Trung Hoa để sớm chấm dứt cuộc chiến tranh Việt Nam một cách thuận lợi, cho phép Hoa Kỳ "luồn lách" ra khỏi Việt Nam. Theo tính toán, Tổng thống Mỹ phải cố gắng thuyết phục Mao-Chu ép Hà Nội đi vào 1 giải pháp nhanh chóng cho cuộc chiến.
Tuy nhiên Chu Ân Lai nhấn mạnh rằng trước khi có cuộc họp cấp cao, không bên nào được thảo luận công khai về cuộc chiến và phía Mỹ tán thành. Trung Quốc lo ngại những tác động tới đồng minh Việt Nam Dân chủ Cộng hòa của họ. Cố vấn Kissinger có giải thích cho nghị sĩ Gerald Ford rằng:
Các nhà lãnh đạo Hà Nội rất không tin vào tình hình quốc tế. Với tính đa nghi tự nhiên của người Việt Nam và với bệnh quá ảo tưởng về Cộng sản của họ, họ lo ngại sâu sắc về điều đang diễn ra giữa Mỹ và Trung Quốc... Họ đã chiến đấu 25 năm, và bây giờ... họ sợ họ có thể bị (Trung Quốc) bỏ rơi.
Nếu Washington hoặc Bắc Kinh thừa nhận rằng Việt Nam là 1 phần trong chuyến đi của Tổng thống Mỹ tới Trung Hoa thì Việt Nam Dân chủ Cộng hòa chắc chắn sẽ chạy ngay tới sát Moskva hơn nữa và sức ép của Bắc Kinh sẽ không còn hiệu quả. Kết quả là Chu nhấn mạnh tới 1 sự im lặng về "vấn đề Việt Nam" và Nixon cũng thông báo cẩn thận cho các ký giả và Quốc hội Hoa Kỳ.

## Chuyến đi lịch sử của Tổng thống Nixon

### Buổi lễ đón tiếp Richard Nixon
Ngày 17/2/1972, Tổng thống đến phi trường bằng trực thăng. Khi chuẩn bị bước lên chuyên cơ Air Force One, một nhà báo đưa cho ông tấm bản đồ Trung Quốc, đóng dấu của CIA. Nixon nói đùa: "Anh có tin rằng họ cho phép tôi vào với cái này không?".
Chiếc Air Force One cất cánh, nhắm hướng Hawaii, nơi nó nghỉ lại hai ngày. Sau đó nó tiếp tục bay đi Guam, thuộc quần đảo Mariannes rồi đi thẳng tới Thượng Hải. Trong máy bay, Nixon cố đọc những tư liệu mà các cố vấn đưa cho mình, truy sát ông Cố vấn Kissinger bằng nhiều câu hỏi hóc búa và tập ăn bằng đũa.

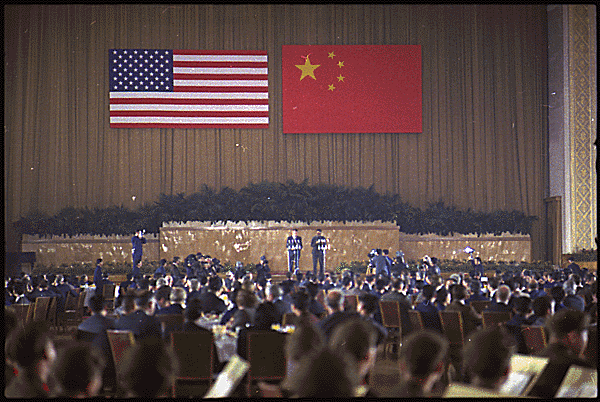
Thủ tướng Chu Ân Lai và Tổng thống Hoa Kỳ Nixon

Ngày 21/2, Air Force One đáp xuống Thượng Hải. Sau khi các phi công Trung Quốc thay phi công Mỹ thì chuyên cơ đi tiếp đến Bắc Kinh. 11g20, máy bay chuẩn bị hạ cánh xuống phi trường ở Bắc Kinh. Lúc đó là 22g20 ở bờ biển phía đông Mỹ và 19g20 trên bờ biển phía tây: tất cả các đài truyền hình Mỹ có thể loan báo tổng thống vừa đặt chân đến đất Trung Hoa. Một bản tin gây chấn động loan đi khắp thế giới.
Thủ tướng Trung Quốc Chu Ân Lai mặc áo khoác màu xanh đen và bộ đồ đại cán kiểu Mao màu xám,cùng với quyền chủ tịch chính phủ là Đổng Tất Vũ và Tống Khánh Linh, xuất hiện với gần 20 quan chức trong một buổi sáng lạnh lẽo và xám xịt. Họ đứng giữa một đoàn quân danh dự lẫn lộn màu áo xanh lá của quân giải phóng và màu xanh dương của hải quân. Ngôi sao đỏ rực sáng trên mọi chiếc mũ. Tại phi trường vắng tanh, nhân chứng duy nhất là những nhà báo Mỹ, họ đã có mặt tại chỗ từ trước đó mấy hôm để ghi lại sự kiện này. Còn đối với một số nhà ngoại giao phương Tây tỏ ý muốn tham dự lễ đón tiếp này, Chính phủ Trung Quốc không cấp giấy phép cho ai cả.
Sau buổi lễ chỉ kéo dài chừng 15 phút, các nhà báo quay trở lại xe buýt và các quan chức chui vào những chiếc Limousine màu đen. Trong xe, Chu Ân Lai quay qua nói với Nixon:
Bàn tay của ngài đã vượt qua đại dương lớn nhất thế giới: 25 năm vắng bóng đối thoại.
Cả Tổng thống Nixon lẫn Cố vấn của ông là Henry Kissinger đều biết tại Hội nghị Genèva năm 1954 để giải quyết vấn đề Đông Dương và chiến tranh Triều Tiên không có kết quả thuận lợi thì phía Mỹ bỏ hội nghị ra về và Ngoại trưởng Mỹ John Foster Dulles đã không bắt tay Chu Ân Lai mà đối với Chu, đó là 1 sự thóa mạ. Rút kinh nghiệm, Nixon ngay khi bước xuống đường băng lập tức nắm tay Chu Ân Lai. Cả hai bên đều hiểu rõ tính chất tượng trưng này. Đối với Tổng thống Nixon, nó đánh dấu "1 thời đại đã chấm dứt và 1 thời đại khác bắt đầu".
Đoàn xe đi về hướng phía bắc thành phố, đến Điếu Ngư Đài - nơi được canh giữ cẩn mật mà người Trung Quốc quen dành cho khách nước ngoài trú ngụ. Trước Tổng thống Nixon, chủ tịch nước Triều Tiên Kim Nhật Thành, Tổng bí thư Đảng Cộng sản Liên Xô Nikita Khrushchyov, lãnh tụ Che Guevara và thủ tướng Việt Nam Dân chủ Cộng hòa Phạm Văn Đồng cũng từng cư trú ở đây. Ba ngày trước khi tổng thống Mỹ đến là ông hoàng Sihanouk của xứ Campuchia. Mao và vợ ông ta mỗi người cũng đều có một biệt thự ở đây.
Ngày 21-2-1972, Mark Frankel của tờ New York Times viết:
Cả hai bên đều đã "nhúc nhích" ra khỏi các lập trường cố hữu của mình, những nhượng bộ của họ lại tùy thuộc nơi những hành động trong tương lai.
Trong một lần nâng ly chúc mừng, Tổng thống Nixon tuyên bố rằng những thỏa thuận ở đây ngày hôm nay cùng những bước đi tới trong tương lai của hai nước còn quan trọng hơn cả nội dung bản thông cáo chung (Thượng Hải).
Mỹ trong vị thế siêu cường, Trung Quốc trong thân phận một cường quốc giàu về dân số (hơn 900 triệu dân) nhưng lại là một nước yếu kém về kinh tế. Năm đó, GDP của Cộng hòa Nhân dân Trung Hoa, tính bằng Nhân dân tệ qui theo thời giá hiện nay, mới chỉ là 251,8 tỉ, tính đầu người mới chỉ được 292 Nhân dân tệ.

### Gặp gỡ Mao Trạch Đông
Từ ngày 21 đến 28/2/1972, Tổng thống Hoa Kỳ Richard Nixon đã tới 3 thành phố khác nhau của Trung Quốc là Bắc Kinh, Hàng Châu và Thượng Hải. Gần như ngay khi tổng thống Mỹ đặt chân tới thủ đô Trung Quốc, Chủ tịch Mao đã tổ chức ngay một cuộc gặp mặt với ông. Ngoại trưởng William P. Rogers đã bị loại khỏi cuộc họp này và người Mỹ duy nhất tham gia cuộc họp này ngoài Kissinger là trợ lý Winston Lord của ông.
Nixon và các nhà ngoại giao Mỹ không hề biết rằng tình trạng sức khỏe của Mao lúc ấy rất tệ và ông ta đã phải nhập viện trong vòng vài tuần cho đến trước cuộc gặp với Nixon khoảng chín ngày. Tuy nhiên, Mao vẫn khẳng định rằng ông ta đủ khỏe sẽ đích thân tiếp Nixon. Khi hai người gặp mặt, Mao đã nói với Nixon thông qua người phiên dịch: "Tôi tin rằng người bạn cũ của chúng ta, Tưởng Giới Thạch sẽ không chấp nhận điều này".

## Kết quả của chuyến đi

### Thông cáo Thượng Hải
Trong tuyên bố chung Trung-Mỹ đưa ra vào cuối tuần Nixon ở thăm Trung Quốc, nguyên nhân khiến 2 nước xích lại gần nhau là vì họ cùng phải chống lại những người Xô Viết Nga. Phản đối bá quyền của Liên Xô ở châu Á và Thái Bình Dương rõ ràng ám chỉ việc làm suy yếu ảnh hưởng của Moskva ở khu vực. Người Mỹ thừa nhận việc Bắc Kinh khẳng định Đài Loan là một phần của Trung Quốc, nhưng cũng tái khẳng định lợi ích của họ trong việc giải quyết hòa bình vấn đề này. Trước yêu cầu của Trung Quốc đòi lực lượng Mỹ rút khỏi Đài Loan, Nixon đã cam kết Mỹ sẽ rút hết quân và hứa sẽ rút quân từ từ khi căng thẳng trong vùng (Việt Nam) giảm bớt. Đồng thời ông và Kissinger cũng tìm cách loại bỏ nỗi lo sợ của Trung Quốc rằng lực lượng Nhật sẽ thay thế quân Mỹ trên đảo này. Tổng thống còn trấn an các nhà lãnh đạo Trung Quốc rằng Mỹ sẽ không ủng hộ Đài Loan độc lập và hứa sẽ thực hiện những bước đi mà người Trung Quốc mong muốn sau dự tính ông sẽ được tái đắc cử vào năm 1972.
Nội dung bản thông cáo:
1. Đề cập đến tình hình Đông Dương, Chính phủ Hoa Kỳ khẳng định lại mục đích của mình là tìm cách giải quyết vấn đề Việt Nam bằng thương lượng, giữ vững quan hệ chặt chẽ với Nam Triều Tiên và Nhật Bản.
2. Chính phủ Trung Quốc khẳng định "sự ủng hộ vững chắc" nhân dân Đông Dương, mong muốn thấy Triều Tiên thống nhất, phản đối việc phục hồi chủ nghĩa quân phiệt Nhật.
3. Trong vấn đề Đài Loan, Hoa Kỳ công nhận Đài Loan là một bộ phận của Trung Quốc, nhưng phản đối việc dùng vũ lực để thống nhất Đài Loan; Trung Quốc không đặt việc rút ngay quân đội Hoa Kỳ khỏi Đài Loan và chấm dứt quan hệ với Đài Loan là điều kiện để phát triển quan hệ với Hoa Kỳ.
4. Thoả thuận cùng phối hợp hành động để phát triển sự hợp tác và trao đổi khoa học kĩ thuật, văn hoá, thể thao, thương mại giữa hai nước.

Trong bản thông cáo, lần đầu tiên trong mối quan hệ với nước Cộng hòa Nhân dân Trung Hoa hiện đại, Hoa Kỳ đã đồng ý rằng, chỉ có một nước Trung Quốc duy nhất và khẳng định Đài Loan là một phần của Trung Quốc. Việc bình thường hóa quan hệ Trung-Mỹ phù hợp với lợi ích của tất cả các nước khác.
Chuyến thăm Trung Quốc của Tổng thống Nixon và việc ký kết thông cáo chung Thượng Hải đánh dấu bước khởi đầu bình thường hóa quan hệ Trung - Mỹ, mở đường cho quan hệ song phương phát triển, mở đường cho quan hệ song phương phát triển, mở ra một trang mới trong lịch sử quan hệ Trung - Mỹ.

## Ảnh hưởng của quan hệ Trung-Mỹ tới cuộc chiến tại Việt Nam

### Đối vớiViệt Nam Dân chủ Cộng hòa
Theo ý kiến của tác giả Hà Minh Hồng trong bài viết Năm 1972 trong lịch sử Kháng chiến chống Mỹ cứu nước thì "mưu toan" của Mỹ trong chính sách ngoại giao nước lớn là: buộc Trung Quốc cắt giảm viện trợ cho Việt Nam (tức Việt Nam Dân chủ Cộng hòa), hòng ngăn chặn cuộc chiến tranh cách mạng của nhân dân ta (tức Mặt trận Dân tộc Giải phóng miền Nam Việt Nam) ở miền Nam.
Năm ngày sau khi đoàn Mỹ rời Bắc Kinh, Chu Ân Lai bay đi Hà Nội. Ông cam đoan với người Việt Nam là ông ta không bán rẻ họ trong cuộc họp cấp cao với Nixon. Thủ tướng Việt Nam Dân chủ Cộng hòa Phạm Văn Đồng trước đó đã bay sang Bắc Kinh để thuyết phục Mao hủy bỏ cuộc gặp với Nixon nhưng không thành công. Chuyến thăm của Nixon đến Trung Quốc trùng với dịp Tết Nguyên đán ở Việt Nam, như thông lệ đại sứ quán Trung Quốc tại Hà Nội đã tổ chức một buổi tiệc đầu năm mới và gửi lời mời tới một số quan chức của Chính phủ VNNDCCH. Thế nhưng do bất bình với tin tức về cuộc gặp giữa nguyên thủ hai nước Mỹ-Trung mà đã không có một quan chức Việt Nam nào đến tham dự buổi tiệc .
Trên thực tế, Việt Nam Dân chủ Cộng hòa theo dõi những cuộc gặp gỡ thân tình ở Bắc Kinh giữa Mao-Chu với Nixon với lòng lo ngại và cảnh giác. Dù vẫn nhận được viện trợ to lớn từ Bắc Kinh, Việt Nam Dân chủ Cộng hòa chắc chắn rằng Trung Quốc hay Liên Xô sẽ không thể đặt họ lên trên lợi ích quốc gia của mình. Cả Việt Nam Dân chủ Cộng hòa lẫn Mặt trận Dân tộc Giải phóng miền Nam đều không hề muốn số phận của họ được quyết định ở Bắc Kinh hay Moskva.
Để làm mọi thứ mập mờ Ngoại giao này trở nên rõ ràng hơn, không lâu sau khi Chu về nước, Hà Nội tiến hành 1 cuộc tiến quân vào miền Nam và đưa các lực lượng quy ước của họ vào chiến đấu, lần đầu tiên trong chiến tranh Việt Nam. Quân Giải phóng vượt qua khu Phi quân sự ngăn cách 2 miền Nam - Bắc ngày 30 tháng 3 và nhanh chóng hạ gục 1 sư đoàn Việt Nam Cộng hòa đóng tại đây.
Những người cộng sản Việt Nam đã bày tỏ quan điểm của mình nhân dịp Đoàn Chính phủ Cách mạng Lâm thời Cộng hòa miền Nam Việt Nam tham dự Hội nghị Phong trào Không Liên kết năm 1973 (Hội nghị Cấp cao 4 Alger, Algérie 1973) - Tại Hội nghị này, Cộng hòa miền Nam Việt Nam trở thành Thành viên Chính thức của Phong trào Không Liên kết; từ năm 1970 đến năm 1973, Cộng hòa miền Nam Việt Nam là Quan sát viên của Phong trào Không Liên kết. Nhân sự kiện này, Báo Nhân dân đã ra Bài Xã luận quan trọng "Thắng lợi của Xu thế Cách mạng" - Bài Xã luận này được các nước lớn trên Thế giới (Liên Xô, Trung Quốc, Hoa Kỳ,...) quan tâm đặc biệt - Bài Xã luận tỏ rõ Quan điểm của Việt Nam Dân Chủ Cộng hòa và Cộng hòa miền Nam Việt Nam là "Thời kỳ của các nước lớn tập trung lại để đè bẹp các nước nhỏ đã vĩnh viễn qua rồi". Qua Bài Xã luận này, Việt Nam Dân chủ Cộng hòa còn thể hiện thái độ của mình với Cuộc gặp giữa Mao Trạch Đông, Chu Ân Lai với Tổng thống Hoa Kỳ Richard Nixon ngày 17 tháng 2 năm 1972 tại Thượng Hải, Trung Quốc.

### Đối vớiViệt Nam Cộng hòa
Từ khi hay tin ông Nixon đi Bắc Kinh, Tổng thống Nguyễn Văn Thiệu hết sức e ngại. Ông biết rằng Mỹ vào miền Nam Việt Nam là để ngăn chặn Làn sóng Đỏ từ "Trung Cộng" lan tràn tới các nước khác". Đó là theo Học thuyết Domino từ thời Tổng thống Mỹ Eisenhower: 
Nếu để miền Nam sụp đổ thì những quốc gia khác tại Đông Nam Á cũng đổ theo như những con bài domino
Khi ông Nixon sắp đi Bắc Kinh bắt tay với Mao Trạch Đông thì VNCH không còn là "tiền đồn của Thế giới Tự Do" nữa khiến ông Nguyễn Văn Thiệu thông báo sự lo ngại của Việt Nam Cộng Hoà cho phía Mỹ. Và Tổng thống Nixon đã trấn an ông Thiệu bằng một bức thư đề ngày 31 tháng 12 năm 1971:
"Ngài có thể chắc chắn tuyệt đối rằng tôi sẽ không đi tới một thoả thuận nào tại Bắc Kinh nếu nó phương hại tời các quốc gia khác, hoặc về những vấn đề có liên hệ tới các nước khác…
Ngài có thể tiếp tục tin cậy vào sự yểm trợ của Hoa Kỳ trong những nỗ lực của Ngài hầu đem lạ hoà bình cho Việt Nam và xây dựng nền thịnh vượng mới cho nhân dân Việt Nam.
Thế nhưng theo chính Tổng thống Nixon viết lại trong hồi ký của mình thì trong những ngày viếng thăm Trung Quốc từ 21 tới 28 tháng 2 năm 1972, ông đã nói với Chu Ân Lai: 
Giả sử như tôi có thể ngồi đối diện với bất cứ ai là người lãnh đạo Việt Nam Dân chủ Cộng hòa, và giá như hai bên có thể thương thuyết một cuộc ngưng bắn và trả lại tù binh cho chúng tôi, thì tất cả quân đội Mỹ sẽ được triệt thoái khỏi Việt Nam trong vòng sáu tháng kể từ ngày đó.